# Борисовский завод медицинских препаратов
Открытое акционерное общество «Борисовский завод медицинских препаратов» — производитель и экспортёр лекарственных средств широкого спектра действия в Белоруссии. Имеет четыре основных производства, а также вспомогательные службы (печатно-картонажный цех, ремонтно-механический цех, энергетический участок, участок контрольно-измерительных приборов и автоматики, ремонтно-строительный участок, транспортный цех с автопарком и др.), расположенные в городе Борисове Минской области. Подчиняется РУП «Управляющая компания холдинга "Белфармпром“».
Лекарственные средства производства ОАО «БЗМП» поставляются во многие страны мира: страны СНГ, Грузию, США, страны Центральной и Юго-Восточной Азии, страны Ближнего Востока.
На территории предприятия расположено Производственное унитарное предприятие «ФреБор» с 100%-й уставной долей капитала ОАО «БЗМП», специализирующееся на выпуске изделий медицинского назначения однократного применения. Ассортиментная линейка составляет более 150 наименований и делится на две категории: расходные материалы для гемодиализной терапии и изделия общемедицинского назначения.

## История
ОАО «БЗМП» основано в 1965 году. История предприятия началась с организации небольшой фармацевтической фабрики с численностью 257 человек. Предприятие выпускало настойки, мази, масла, порошки и таблетки.
1985 год — введен в эксплуатацию новый таблеточный корпус;
1991 год — введен в эксплуатацию новый цех по производству растворов для инъекций в ампулах;
1995 год — введен в эксплуатацию участок по производству порошков-антибиотиков для инъекций во флаконах;
1997 год — начался выпуск лекарственных средств в капсулах;
Отвечая на растущие требования лекарственного рынка и запросы потребителей, предприятие постоянно проводит модернизацию действующего производства:
2004—2006 годы — реконструкция производства растворов для инъекций в ампулах;
2009—2011 годы — модернизация производства жидких фитохимических препаратов и мягких лекарственных форм;
2010—2013 годы — создание производства твердых лекарственных форм;
2014—2015 годы — создание производства порошков-антибиотиков для инъекций во флаконах;
2015—2018 годы — реконструкция производства растворов для инъекций в ампулах;
2018—2021 годы — создание производства импортозамещающих твердых лекарственных форм.

## Производство
Предприятие занимает площадь — свыше 10 гектаров, его производственные мощности включают 5 основных цехов, а также вспомогательные службы. Численность работающих — около 3000 человек. Завод производит около 300 наименований лекарственных средств 12 фармакотерапевтических групп — дженериков:
- инъекционных растворов в ампулах;
- порошков для приготовления растворов для инъекций во флаконах;
- твердых лекарственных форм (таблетки);
- жидких фитохимических, спиртовых и масляных лекарственных средств;
- мягких лекарственных форм;
- лекарственных средств в твердых желатиновых капсулах.

Предприятие специализируется на выпуске лекарственных средств для лечения следующих заболеваний:
- сердечно-сосудистой системы (Магнекард®, Аспикард®, Рамиприл, Бисопролол, Триметазидин с модифицированным высвобождением, Эмоксикард®, Детравен® и др.);
- сахарного диабета (Метформин, Гликлазид, Гликлазид с модифицированным высвобождением);
- заболеваний неврологического профиля (Спазматон Нео®, БориВит®, Успокоительные капли, Ревалон®, Холина Альфосцерат);
- желудочно-кишечного тракта (Лансазол®, Ранитидин, Бисакодил);
- инфекционных заболеваний (антибиотики цефалоспоринового ряда: Цефепим, Цефазолин, Цефтриаксон, Цефотаксим и др.);
- и другие.

Ежегодный объём производства продукции организации составляет более 5,5 млрд таблеток, 300 млн ампул, 200 млн капсул, 50 млн флаконов антибиотиков в виде стерильных порошков, 15 млн туб мазей и гелей, 16 млн флаконов настоек и спиртовых растворов.